# Acanthonyx formosa
Acanthonyx formosa is een krabbensoort uit de familie van de Epialtidae. De wetenschappelijke naam van de soort is voor het eerst geldig gepubliceerd in 1999 door Wu, Yu & Ng.